# Gérard Meister
Gérard Meister (* 4. September 1889 in Paris; † 7. November 1967 in Amiens) war ein französischer Schwimmer.

## Karriere
Meister nahm 1908 erstmals an Olympischen Spielen teil. In London scheiterte er über 100 m Freistil im zweiten Verlauf. 1912 folgte eine Teilnahme an den Spielen in Stockholm. Im Wettbewerb über 100 m Freistil erreichte er hier den vierten Rang seines Vorlaufes. Auch über 400 m Freistil war der Schwimmer gemeldet, trat aber nicht an.
Neben seinen internationalen Erfolgen ist er sechsmaliger französischer Meister über 100 m Freistil in den Jahren 1907 bis 1913 mit der Ausnahme von 1911. Zwischen 1909 und 1911 war er außerdem nationaler Rekordhalter über 100 m Freistil.
Später war er Teilnehmer des Ersten Weltkrieges und wurde dort schwer verwundet. Für seinen Einsatz erhielt er die Militärmedaille und das Croix de guerre. Trotz seiner Kriegsverletzung kehrte er zu einem späteren Zeitpunkt zum Schwimmsport zurück.